# Esteban Granero
Esteban Félix Granero Molina (Madrid, 2. srpnja 1987.) bivši je španjolski nogometaš. Poznat je pod nadimkom Pirat.

## Klupska karijera

### Real Madrid
Granero je počeo u Realovoj omladinskoj školi gdje je prošao sve kategorije. Od 2004. do 2008. nastupao je za B i C momčadi Reala. Godine 2007. klub ga šalje na posudbu u susjedski Getafe gdje je impresionirao sve u klubu. 

### Getafe
Getafe ga 2008. otkupljuje od Reala i Granero ih odvodi do četvrtzavršnice Europske lige.

### Real Madrid
Nakon te fantastične sezone u La Ligi i Europi, Real ga vraća u svoje redove za 4 milijuna eura. Granero je u prijateljskim utakmicama prije početka svoje prve sezone u Realu zabio tri pogotka. 
Dne 12. rujna 2009. godine debitirao je za prvu momčad u utakmici La lige protiv Espanyola.
Nakon što je Real doveo dva igrača, Samija Khediru i Mesuta Özila, njegova minutaža se uvelike smanjila, ali ga je trener José Mourinho, često uvodio jer se pouzdavao u njega i u njegovu defenzivu.

### QPR
Krajem kolovoza 2012. godine prešao je iz Real Madrida u engleski nogometni klub Queens Park Rangers.

## Reprezentativna karijera
Igrao je za Španjolske mlade reprezentacije do 16 (2002. godine) i do 17 (2004. godine). Nakon što je pomogao do 19 reprezentaciji Španjolske osvojiti Europsko prvenstvo 2006. godine, igrao je 2007. godine i za reprezentaciju Španjolske do 20 a debitirao je za do 21 reprezentaciju u veljači 2007. godine i odigrao deset utakmica posigavši dva pogotka. 

## Vanjske poveznice
- (engl.) Esteban Granero na premierleague.com  Arhivirana inačica izvorne stranice od 18. listopada 2012. (Wayback Machine)